# Bellonella clavata
Bellonella clavata is een zachte koraalsoort uit de familie Alcyoniidae. De koraalsoort komt uit het geslacht Bellonella. Bellonella clavata werd in 1889 voor het eerst wetenschappelijk beschreven door Pfeffer. 